# Cenobita (Hellraiser)

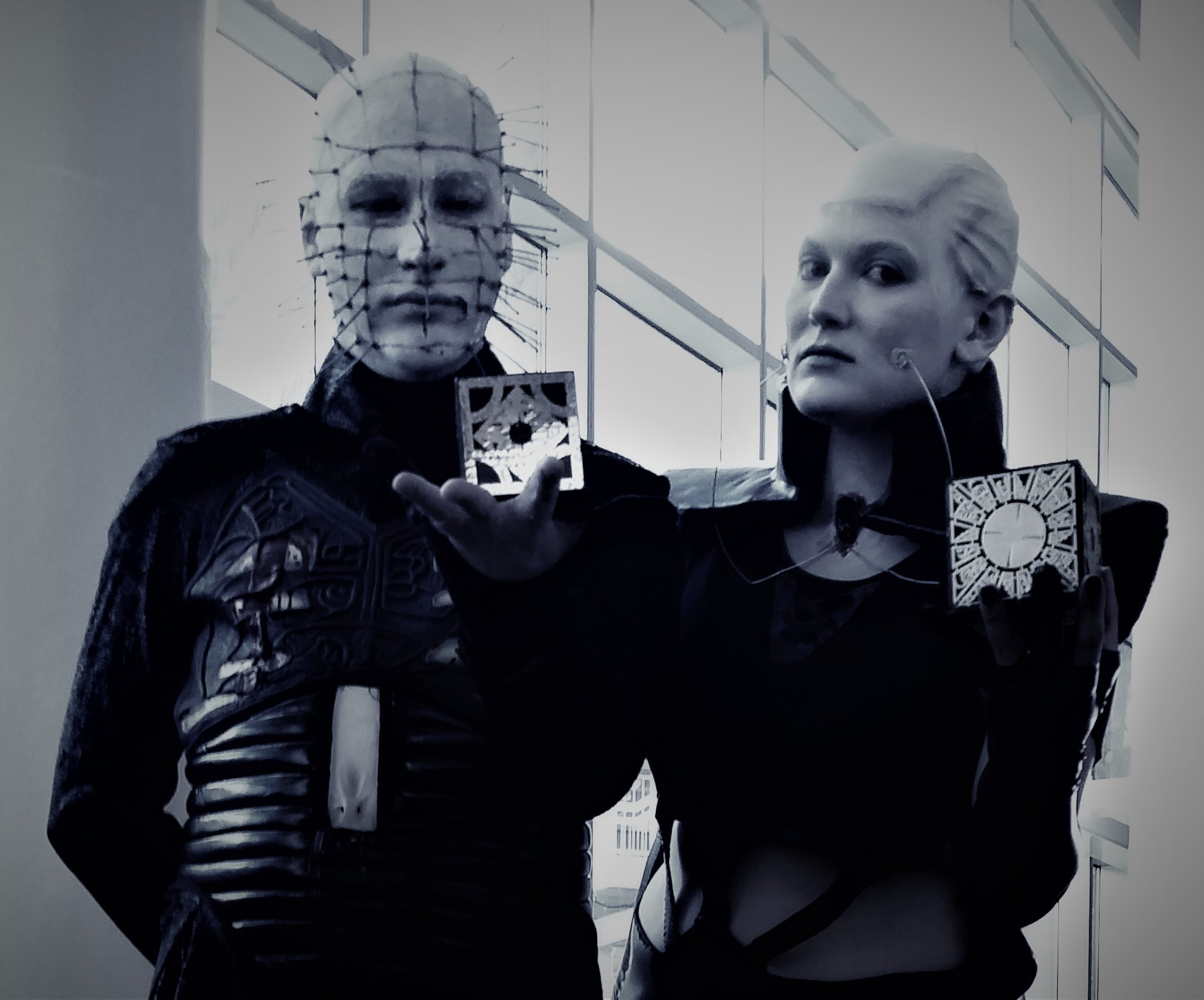
Cosplayers personificando a Pinhead y a una cenobita femenina.

Los cenobitas son un grupo de seres ficticios que aparecen en las obras de Clive Barker, incluyendo la novela Hellraiser y las películas de la saga homónima. También se los menciona en la novela Weaveworld. 

## Origen del término
«Cenobita» es una palabra que significa «miembro de una orden religiosa comunitaria». En la novela original los cenobitas son llamados «teólogos de la Orden de la Incisión» y también «hierofantes».

## Inspiración
Barker declaró que su inspiración para los cenobitas fueron los punks, el catolicismo, y sus visitas a los clubes sadomasoquistas de Nueva York y Ámsterdam.

## Descripción
Los cenobitas pueden llegar a la realidad de la Tierra solo a través de una ruptura o «cisma» en el espacio, que se abre y cierra mediante ciertos artefactos sobrenaturales. La forma más común de estos artefactos es una inofensiva caja china llamada «La Configuración del Lamento» o simplemente «Caja de Lemarchand».
Los cenobitas tienen mutilaciones o perforaciones en su cuerpo. El personaje más conocido de las películas es Pinhead, quien aparece en todas ellas y es interpretado por el actor Doug Bradley. Pinhead tiene pinchos o clavos martillados en el cráneo en un patrón de cuadrícula, seis heridas abiertas en la parte inferior del torso con la carne desprendida, y también anzuelos incrustados en la parte posterior de la cabeza. Cada mutilación varia según la persona debido a que representan sus deseos y placeres de manera retorcida y sádica. Precisamente siempre se juega con este último punto como motivador para que se use la caja de Lemarchand, las personas que logran acceder a su configuración están buscando placeres o sueños más allá de lo prohibido.